# جوليا ويبلينجير
جوليا ويبلينجير (بالإنجليزية: Julia Wipplinger)‏ مواليد 23 أكتوبر 1923 في ترانسفال، اتحاد جنوب أفريقيا، هي لاعبة كرة مضرب جنوب أفريقية سابقة. وصلت إلى نهائي دورة رولان غاروس الدولية.

## النهائيات

### الزوجي
الوصافة (2)
| السنة | البطولة                  | الشريك          | المنافس                      | النتيجة  |
| 1952  | دورة رولان غاروس الدولية | هازل ريديك سميث | دوريس هارت شيرلي فراي ايرفين | 5–7, 1–6 |
| 1954  | البطولة الأسترالية       | هازل ريديك سميث | ماري هوتون بريل بينروس       | 3–6, 6–8 |